# Dig Dug
Dig Dug (яп. ディグダグ Digu Dagu) — аркадная игра, разработанная и опубликованная в 1982 году в Японии компанией Namco для автомата Namco Galaga. Позже она была опубликована за пределами Японии компанией Atari. Поскольку игра была популярной и основанной на простом принципе, она также была выпущена на большом числе домашних игровых приставок.

## Игровой процесс
Цель Dig Dug — уничтожить живущих под землёй монстров, раздувая их, пока они не лопнут, или сбрасывая на них камни. В игре есть два вида врагов: Pookas, круглые красные монстры (созданные на основе помидоров), которые носят желтые очки, и Fygars, зеленые драконы, которые могут выдыхать пламя. Персонаж игрока Dig Dug, одет в белое и синее, и может рыть туннели в земле. Dig Dug погибает, если он сталкивается с Pooka или Fygar, сгорает в огне Fygar, или если на него падает камень.
Частично надутый монстр постепенно сдувается и восстанавливает нормальный облик через несколько секунд. В течение этого времени игрок может безопасно пройти через него. Монстры обычно ползают по туннелям, но могут превращаться в призрачные глаза, медленно ползущие сквозь землю. Последний враг на уровне будет пытаться сбежать через верхний левый угол экрана.
После того как игрок сбросит два камня, фрукты, овощи и другие бонусные предметы (например, корабль-флагман из Galaxian) появляются в центре игрового поля, и могут быть собраны игроком для получения дополнительных очков. Через некоторое время они исчезают. Бонусные предметы появляются, даже если упавшие камни не убьют врагов.
Номер уровня показывается цветами в верхней правой части экрана. Переход на новый уровень показывается в правом нижнем углу экрана. В последующих уровнях на экране появляется больше монстров, и они начинают двигаться быстрее. Уровень завершается, когда последний монстр уничтожен или обращён в бегство.
В версии для игровых автоматов игра заканчивается на уровне 256 (уровень 0), так как на нём игрок неминуемо умирает.

## Оценки и мнения
| Сводный рейтинг                       | Сводный рейтинг |
| Агрегатор                             | Оценка          |
| ------------------------------------- | --------------- |
| GameRankings                          | 64,75 %         |
| Иноязычные издания                    |                 |
| Издание                               | Оценка          |
| Electronic Fun with Computers & Games | [ 4 ]           |